# Bladvlekkenziekte (gerst)
Bladvlekkenziekte (Rhynchosporium secalis, synoniemen: Marssonia secalis Oudem. (1897)
Marssonina secalis (Oudem.) Magnus (1906)
Rhynchosporium graminicola Heinsen (1897)
Septocylindrium secalis) is een schimmelziekte die behoort tot de stam Ascomycota in niet nader bepaalde familie. De schimmel komt vooral voor op gerst, rogge en triticale, maar kan ook andere grassen aantasten en komt over de hele wereld voor. Bij vochtig broeierig weer breidt de schimmel zich snel uit. De meeste schade ontstaat bij gerst.
Op het blad worden tot 2 cm grote spoelvormige, blauwgroene vlekken gevormd, die spoedig grauwwit verkleuren. Het blad vergeelt en sterft ten slotte af. De sporen worden door regendruppels verspreid.

## Morfologie
De seksuele vorm is onbekend. Het mycelium is kleurloos tot lichtgrijs en vormt op sommige plaatsen een dicht stroma onder de opperhuid van het blad. De zittende conidiën (2-4 × 12-20 μm) ontstaan op het fertile stroma. Ze zijn kleurloos, cilindrisch tot ovaal, hebben 1 tussenschot en aan de bovenkant een snavel. Er zijn ook microconidiën waargenomen maar hun functie is onbekend. Ze komen uit flesvormige vertakkingen van het mycelium.

## Waardplanten
- Agropyron dasystachyum, A. desertorum, A. elmeri, A. intermedium, A. riparium, A. scabriglume, A. semicostatum, A. subsecundum, A. trachycaulum, A. trachycaulum var. trachycaulum, A. trachycaulum var. unilaterale
- Agrostis alba, A. stolonifera, A. tenuis
- Alopecurus geniculatus, A. pratensis
- Bouteloua gracilis, B. hirsuta
- Bromus aleutensis, B. carinatus, B. ciliatus, B. frondosus, B. inermis, B. pumpellianus, B. secalinus, B. vulgaris
- Calamagrostis arundinacea, C. epigejos
- Chrysopogon gryllus
- Critesion murinum
- Cynodon dactylon
- Dactylis glomerata
- Danthonia sp.
- Deschampsia cespitosa
- Elymus angustus, E. canadensis, E. chinensis, E. glaucus, E. junceus, E. repens, E. virginicus
- Festuca pratensis, F. rubra
- Hordeum aegiceras, H. brachyantherum, H. distichon, H. hexastichon, H. jubatum, H. leporinum, H. murinum, H. vulgare, H. vulgare var. nudum, H. vulgare var. trifurcatum
- Leymus condensatus, L. innovatus, L. triticoides
- Lolium multiflorum, L. perenne, L. rigidum
- Microlaena stipoides
- Panicum sp.
- Phalaris arundinacea
- Phleum pratense
- Poa annua, P. eminens, P. pratensis
- Quercus chrysolepis
- Roegneria sp.
- Secale cereale, S. montanum
- Triticosecale sp.